# Cinta Laura
 (juin 2017).
Si vous disposez d'ouvrages ou d'articles de référence ou si vous connaissez des sites web de qualité traitant du thème abordé ici, merci de compléter l'article en donnant les références utiles à sa vérifiabilité et en les liant à la section « Notes et références ».
Cinta Laura Kiehl, plus connue sous le nom de Cinta Laura et souvent surnommée Cinta, est une artiste germano-indonésienne, notamment chanteuse et actrice, née le 18 août 1993 à Quakenbrück.

## Filmographie
| Année | Film                  | Rôle      | Notes |
| ----- | --------------------- | --------- | ----- |
| 2008  | Oh Baby               | Baby      |       |
| 2010  | SKJ: Seleb Kota Yogya | Gadis     |       |
| 2013  | After the Dark        | Utami     |       |
| 2018  | Target                | Elle-même |       |

## Discographie
Albums studio
- 2010 : Cinta Laura (albums)
- 2012 : Hollywood Dreams